# 贤儒镇
贤儒镇，是中华人民共和国吉林省延边朝鲜族自治州敦化市下辖的一个乡镇级行政单位。

## 行政区划
贤儒镇下辖以下地区：
太平山村、德胜村、城山子村、保安村、贤儒村、南黄泥河村、丰产村、福胜村、兴农村、三道村和山河村。